# Pasquale Passarelli
Pasquale Passarelli (Gambatesa, 14 marzo 1957) è un ex lottatore italiano naturalizzato tedesco, specializzato nella lotta greco-romana, categoria 57 kg.

## Carriera
Nato in Italia, più precisamente in Molise, a Gambatesa, provincia di Campobasso, a cinque anni si trasferisce in Germania Ovest insieme al fratello di due anni più grande Thomas, che diventerà anche lui lottatore di greco-romana, così come l'altro fratello Claudio, campione del mondo nei 68 kg nel 1989, nato in Germania, che parteciperà ai giochi olimpici di Seul 1988 e Barcellona 1992.
Attivo tra i senior dal 1975, quando aveva 18 anni, da lì e per tutta la carriera nella categoria fino a 57 kg, nel 1977 ottiene un bronzo ai mondiali giovanili a Las Vegas. L'anno successivo ottiene un altro terzo posto, stavolta tra i "grandi", ai mondiali di Città del Messico. Nel 1979 vince un argento alla sua prima partecipazione ai campionati europei, a Bucarest. Non partecipa alle Olimpiadi di Mosca 1980 per il boicottaggio americano, seguito dalla Germania Ovest. Si rifà nel 1981, quando si laurea campione europeo a Göteborg e mondiale a Oslo. Riesce a partecipare ai giochi olimpici a Los Angeles 1984, dove vince il suo raggruppamento senza subire sconfitte, trovando in finale il giapponese Masaki Eto, che sconfigge, aggiudicandosi così la medaglia d'oro. Nello stesso anno, quello del ritiro, aveva ottenuto un argento agli europei di Jönköping.
Dopo il ritiro ha lavorato come agente immobiliare. Dal 2001 al 2005 è stato allenatore di lotta greco-romana alla KSV Berghausen.

## Palmarès
- Giochi olimpici

Los Angeles 1984: oro nella categoria fino a 57 kg
- Mondiali

Città del Messico 1978: bronzo nella categoria fino a 57 kg
Oslo 1981: oro nella categoria fino a 57 kg
- Europei

Bucarest 1979: argento nella categoria fino a 57 kg
Göteborg 1981: oro nella categoria fino a 57 kg
Jönköping 1984: argento nella categoria fino a 57 kg